# Koutammakou
Koutammakou je područje od 500 km² u pokrajini Kara, na sjeveroistoku Togoa, u blizini granice s Beninom. Tu obitava narod Batammariba (također poznat i kao Tamberma, Tammari ili Somba), čije su glinene kružne kuće sa slamnatim stožastim krovovima (takienta, sikien u množini) postali simbol Togoa. Diljem Koutammakoua identificirano je nekoliko tisuća sikiena, uključujući 1400 koji su još uvijek naseljeni u Beninu i 1716 u Togu.
Mnoge kuće imaju dva kata, neke imaju ravne glinene krovove, a one sa žitnicama imaju primitivne kupole. Neke od kuća imaju tornjeve i odražavaju društvenu strukturu zemljoradnika povezanih sa šumom. Grupirane su u sela koja imaju ceremonijalne prostore, izvore, te svete stijene ili druga sveta mjesta za ceremonije inicijacije.
Iznutra razina prostora često se artikulira kroz kombinaciju stupova i greda koji uz potporu susjednih zemljanih spojenih zidova podržavaju pod kata. Gornji kat, na koji se penje zemljanim stubama ili ljestvama, služe različitim funkcijama (sušenje žita, smočnica, spavanje), kao i eventualni otvoreni prostori i zatvorene komore (npr. za kuhanje, ili sklanjanje stoke noću).
Ispred kuća se nalaze stožasti simboli plodnosti od gline koji su služili kao svetišta, te su posvećeni nekim božanstvima, precima, divljim igrama ili različitim duhovima. Često imaju neke otvore na razini tla, ili na vrhu.
Kulturni krajolik Koutammakoua je upisan na UNESCO-ov popis mjesta svjetske baštine u Africi jer je "u ovom krajoliku priroda snažno povezana s društvenim ritualima i vjerovanjima, što svjedoči sklad nastambi naroda Batammariba s njihovim prirodnim krajolikom". God. 2023. zaštićenom krajoliku dodani su prostori u departmanu Atakora u Beninu. Beninski dio pojačava povijesni integritet Koutammakoua uključivanjem povijesnog rodnog mjesta naroda Batammaribe (prije njihovog raseljavanja), naseljenog od 6. stoljeća. Vjerski centri Koubonku i Koubentiégou ostaju sveta mjesta za Batammaribe, koji tamo i dalje slave glavne ceremonije bogoslužja i inicijacijske festivale.
- Kulturni krajolik Koutammakoua
- Batamarriba kuća (Takienta)
- Tata Somba kuća sa žitnicom
- Kuća s višestrukim oltarima
- Atakora, područje Batammariba u Beninu

## Vanjske poveznice
- Fotografije na ourplaceworldheritage.com  Arhivirana inačica izvorne stranice od 5. veljače 2012. (Wayback Machine) (engl.)
- Narod Tata Somba  Arhivirana inačica izvorne stranice od 24. siječnja 2009. (Wayback Machine) (fr.)
- Koutammakou, the Land of the Batammariba (UNESCO/NHK) video (2:57) (engl.)

### Ostali projekti
|  | Zajednički poslužitelj ima još gradiva o temi Koutammakou |

1. 1 2  Koutammakou, the Land of the Batammariba, sčužbene stranice UNESCO-a (engl.) Pristupljeno 2. kolovoza 2025.
2. ↑  New Inscribed Properties 2023+2022, sčužbene stranice UNESCO-a (engl.) Pristupljeno 2. kolovoza 2025.